# Bay City Rollers
Bay City Rollers byla skotská popová skupina, která dosahovala největší popularitu v 70. letech 20. století. Během poměrně krátkého období (přezdívané jako "Rollermania") byli na celém světě idoly náctiletých.

## Diskografie

### Alba

#### Studiová alba
- Rollin' (1974)
- Once Upon a Star (1975)
- Bay City Rollers (1975) - vydáno pouze v Severní Americe
- Wouldn't You Like It? (1975)
- Dedication (1976)
- Rock n' Roll Love Letter (1976) - vydáno pouze v Severní Americe
- It's a Game (1977)
- Strangers in the Wind (1978)
- Elevator (1979)
- Voxx (1980)
- Ricochet (1981)
- ...And Forever (1982) - vydáno pouze v Japonsku
- Breakout (1985) - vydáno pouze v Japonsku a v Austrálii

#### Kompilace
- Souvenirs of Youth (1975)
- Rock and Roll Love Letter (1976)
- Greatest Hits (1977)
- Early Collection (1978)
- Bay City Rollers: The Definitive Collection (2000)
- Saturday Night (2001)
- The Very Best of (2004)
- The Greatest Hits (2010)

#### Živá alba
- Live in Japan (1983) - vydáno pouze v Japonsku
- Breakout (1985) - vydáno pouze v Japonsku a v Austrálii
- Rollerworld: Live at the Budokan 1977 (2001)